# دیلان اسپریبری
دیلان اسپریبری (انگلیسی: Dylan Sprayberry؛ زادهٔ ۷ ژوئیهٔ ۱۹۹۸) یک هنرپیشه و موسیقیدان اهل ایالات متحده آمریکا است. وی از سال ۲۰۰۷ میلادی تاکنون مشغول فعالیت بوده‌است.بیشترین شهرت وی به دلیل بازی در مجموعه تین ولف بوده است.

## گزیده فیلمشناسی
از فیلم‌ها یا برنامه‌های تلویزیونی که وی در آن نقش داشته‌است می‌توان به آثار زیر اشاره کرد.
- ساکر مام (۲۰۰۸)
- سرزمین گمشده (۲۰۰۹)
- سگ‌های پیر (۲۰۰۹)
- اتاق خواب‌ها (۲۰۱۰)
- مرد پولادین (۲۰۱۳)
- ذهن‌های مجرم (۲۰۰۸)
- آی کارلی (۲۰۰۸)
- گلی (مجموعه تلویزیونی) (۲۰۱۲)
- تین ولف (۲۰۱۷–۲۰۱۴)